# Micropoda
Genre
Micropoda est un genre d'araignées aranéomorphes de la famille des Sparassidae.

## Distribution
Les espèces de ce genre sont endémiques de Nouvelle-Bretagne en Papouasie-Nouvelle-Guinée.

## Liste des espèces
Selon World Spider Catalog (version 26, 16/07/2025) :
- Micropoda bigyrus Hu, Chen & Liu, 2025
- Micropoda daviesae Grall & Jäger, 2022

## Systématique et taxinomie
Ce genre a été décrit par Grall et Jäger en 2022 dans les Sparassidae.

## Publication originale
- Grall & Jäger, 2022 : « Four new genera of Heteropodinae Thorell, 1873 from Malaysia, Brunei and Papua New Guinea (Araneae: Sparassidae). » Zootaxa, no 5169(1), p. 1-25.